# Aega
Aega är ett släkte av kräftdjur som beskrevs av Leach 1815. Aega ingår i familjen Aegidae.

## Bildgalleri

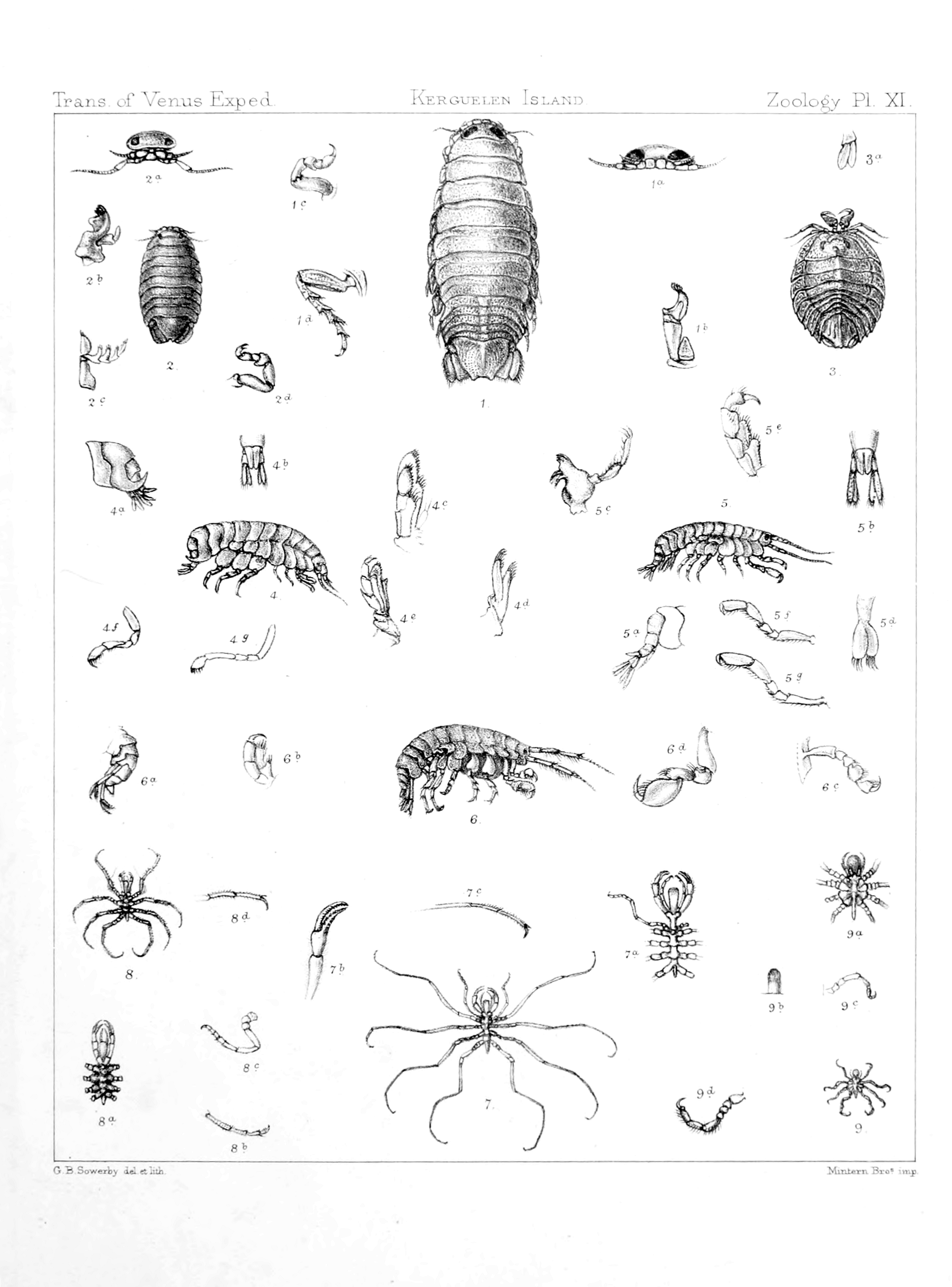

## Dottertaxa tillAega, i alfabetisk ordning[1][2]
- Aega acuminata
- Aega acuticauda
- Aega affinis
- Aega angustata
- Aega antennata
- Aega approximata
- Aega bicarinata
- Aega chelipous
- Aega concinna
- Aega crenulata
- Aega dofleini
- Aega ecarinata
- Aega efferata
- Aega falcata
- Aega falklandica
- Aega hamiota
- Aega hirsuta
- Aega komai
- Aega lecontii
- Aega magnifica
- Aega maxima
- Aega megalops
- Aega microphthalma
- Aega monophthalma
- Aega nanhaiensis
- Aega novizealandiae
- Aega platyantennata
- Aega psora
- Aega punctulata
- Aega rosacea
- Aega semicarinata
- Aega serripes
- Aega sheni
- Aega stevelowei
- Aega stroemii
- Aega tridens
- Aega truncata
- Aega urotoma
- Aega webbii
- Aega ventrosa
- Aega whanui